# Schiffswerft Oberwinter
Die Schiffswerft Oberwinter GmbH war eine Schiffswerft in Oberwinter, einem Stadtteil von Remagen.

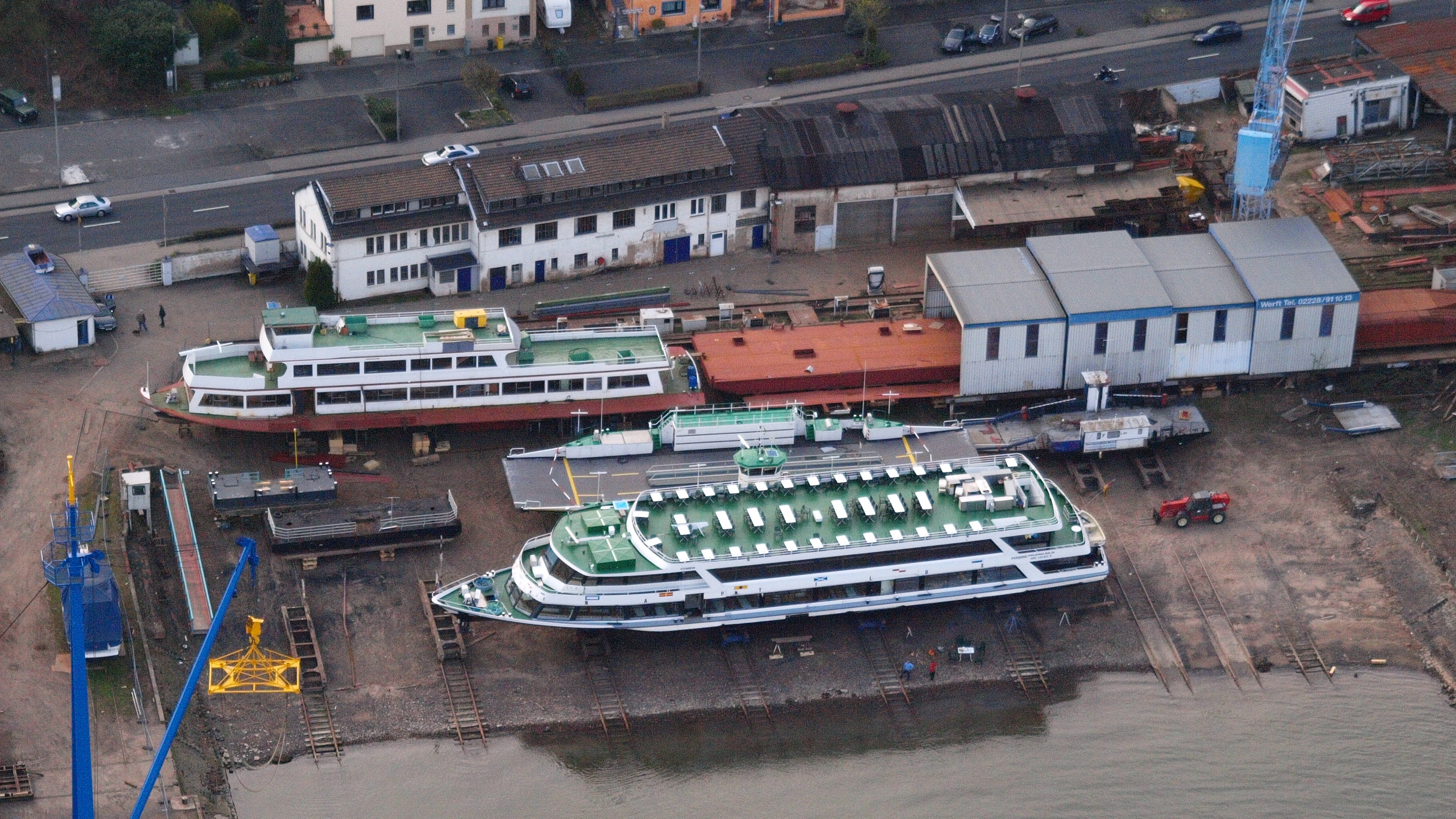
Oberwinter, ehemalige Schiffswerft Schmidt GmbH, Luftaufnahme 2010

## Geschichte
Die Schiffswerft Oberwinter GmbH entwickelte sich in den Jahrzehnten nach dem Zweiten Weltkrieg aus einem Reparaturbetrieb zu einem florierenden Schiffsbaubetrieb. Im Jahr 1970 hatte sie etwa 230 Mitarbeiter.
Um die nahezu zum Erliegen gekommene Binnenschifffahrt wieder zu beleben, ordnete die französische Besatzungsmacht nach dem Krieg die Einrichtung eines Reparaturbetriebs für kriegsgeschädigte Schiffe in Oberwinter an. Dieser wurde ab 1947 auf dem einstigen Gelände des Sportplatzes und Strandbades von Rolandseck errichtet und begann im Juli 1948 mit Reparaturarbeiten.
Der Betrieb übernahm Ende 1951 die Slipanlage seiner Rechtsvorgängerin, der Gesellschaft für Schifffahrt und Handel mbH Mülheim/Ruhr. Er konnte damit Schiffe mit einer Länge bis zu 87 m auf Land nehmen. Der ehemalige Regiebetrieb des Landes Rheinland-Pfalz wurde am 1. Januar 1952 in die Privatwirtschaft überstellt. Eigentümer war die Unternehmergruppe Carl Gilfert & Co. aus Mülheim-Ruhr.
Sowohl bei den Arbeiten an den Schiffen als auch bei der Errichtung von Gebäuden musste die Werftleitung Rücksicht auf die Umgebung nehmen, die schon in der Vorkriegszeit touristisch genutzt worden war. Daher wurde auf die Verwendung von Niethämmern verzichtet und stattdessen elektrisch geschweißt. Gearbeitet wurde nur bis zum Freitag, so dass an den Wochenenden keine Geräuschbelästigung von der Werft ausging. Das Werftgelände wurde mit Hecken, Sträuchern und Bäumen umpflanzt, Gebäude wurden nach Möglichkeit unauffällig in das Landschaftsbild eingefügt. Zu den Bauten der Schiffswerft gehörten auch drei Wohnhäuser, die im Rahmen des sozialen Wohnungsbaus auf der Rheinhöhe errichtet wurden.
Ab 1952 wurden nicht nur beschädigte und gehobene Schiffe repariert, sondern auch Neubauten in Auftrag genommen. Der erste Schiffsneubau der Werft war das Motorschiff Charlotte, das 1955 auf Kiel gelegt wurde. Die Charlotte war eine Weiterentwicklung des Typs Gustav Koenig. Wenig später kamen drei Schwerlastfähren für die französische Besatzungsmacht hinzu, ferner ein Motorgüterschiff und weitere Aufträge.
Nachdem die Blütezeit für Binnenschiffsneubauten vorüber war, verlegte die Schiffswerft Oberwinter sich wieder mehr auf Reparaturen, unter anderem für die Köln-Düsseldorfer Rheinschifffahrt, aber auch auf den Bau von Spezialschiffen. Ab 1964 befasste man sich auch mit dem Bau von Seeschiffen; daneben stand der Bau von Fähren und später auch von Fahrgastschiffen auf dem Programm. Zum Teil ließ man die Rümpfe dieser Fahrzeuge allerdings in Polen fertigen. 1972 musste die Schiffswerft Oberwinter GmbH Insolvenz anmelden.
1977 wurde das Gelände der Schiffswerft Oberwinter von der Schiffswerft Schmidt übernommen.

## Schiffsliste (unvollständig)
- Lexkesveer (Rumpf einer Fähre, 1961)[5]
- Corviglia (1962)[6]
- Anna Gerdes (1966)[7]
- Adele J (1966)[8]
- Merc Astra (1969)[9]
- Siebengebirge (Fähre, 1969)[10]
- Ulrik Wiese (Seefrachtschiff, 1969)
- Insel Amrum (Rumpf einer Fähre, 1969)[11]
- drei Spezialtanker (um 1970)[12]
- Stadt Linz (Fähre, 1971)[13][14]
- Anja I (1976)[15]

## Schiffe jüngeren Baudatums
Auch einige Schiffe jüngeren Datums sollen von einer Schiffswerft Oberwinter GmbH gebaut worden sein:
- St. Apollinaris[16]
- Rheingold (Fahrgastschiff)[17]
- Delphin (Fahrgastschiff, 1996)[18]
- Ocean Diva Futura (1997)[19]
- Enterprise (1997)
- Renate (Fahrgastschiff, 1989)[20]